# Cortes Generales

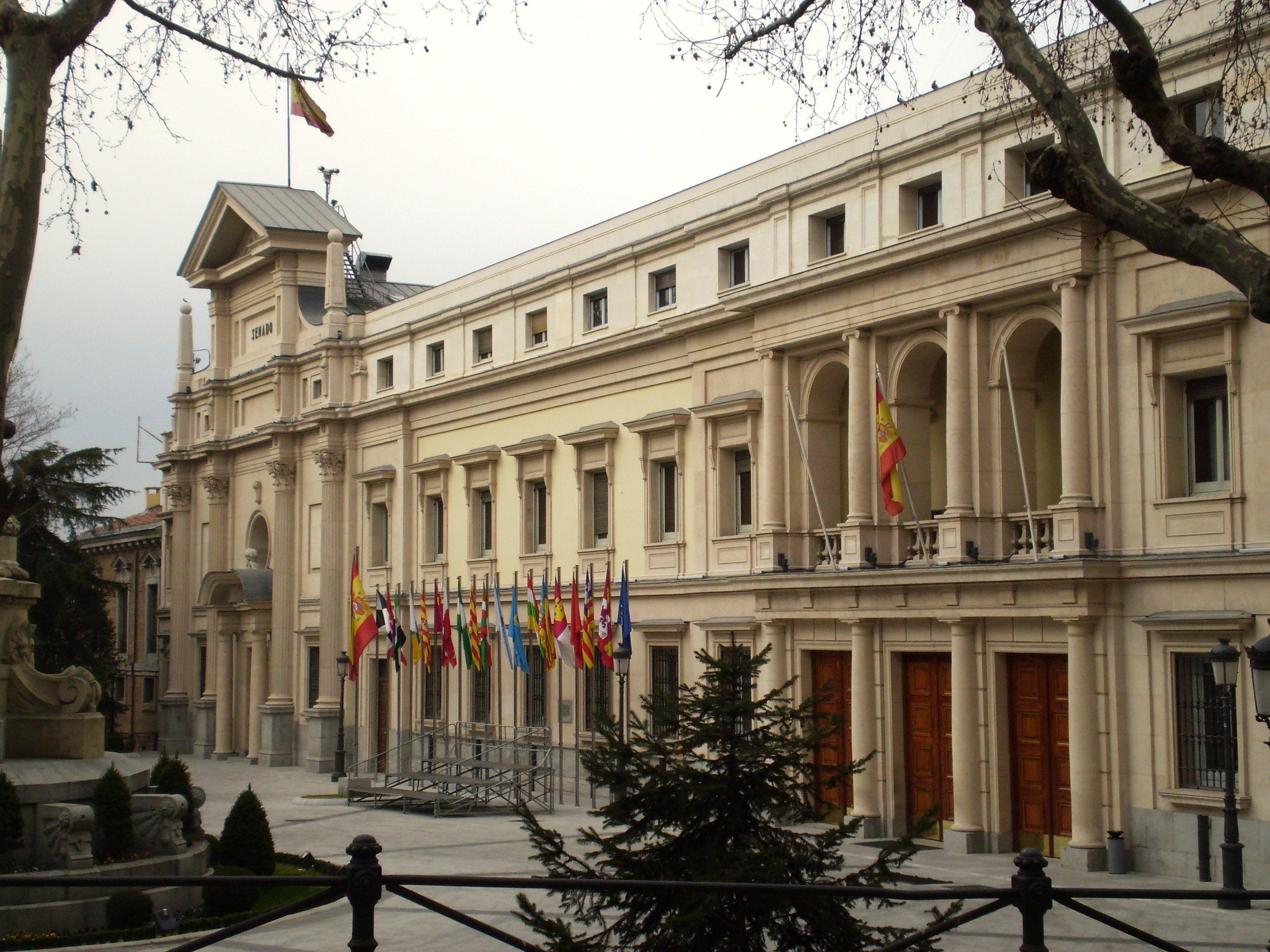
Senaatsgebouw

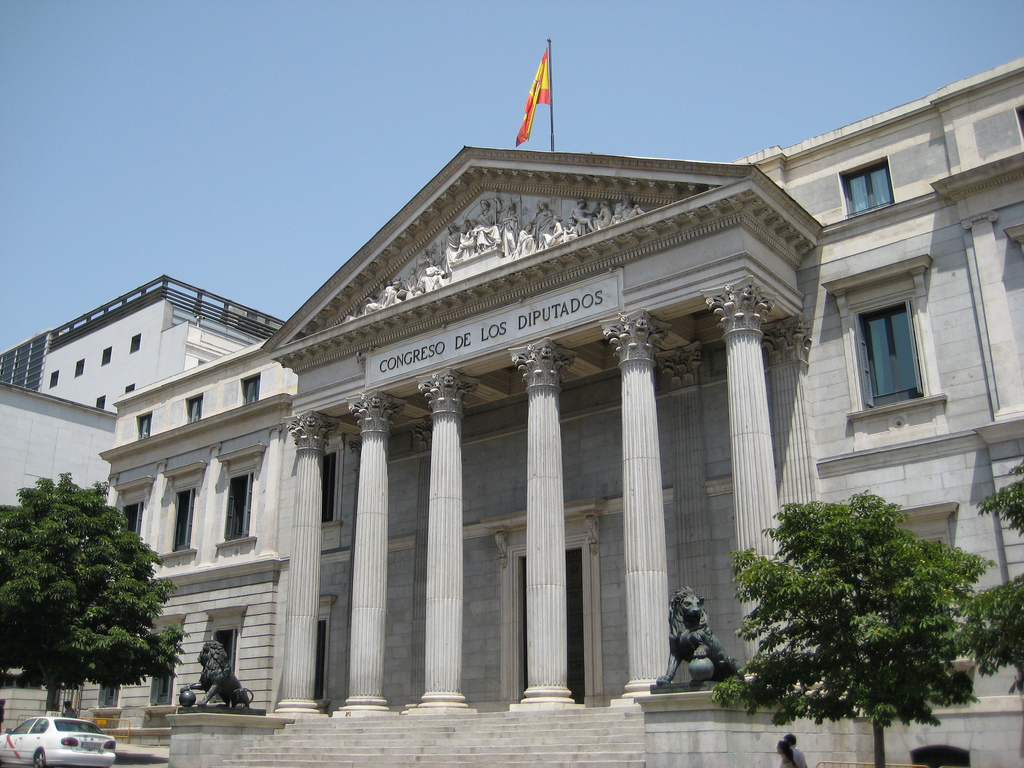
Congres van Afgevaardigden

De Cortes Generales (Algemene Hofraden) vormen het parlement van Spanje. Ze bestaan uit twee kamers: het lagerhuis, oftewel het Congres van Afgevaardigden (Spaans: Congreso de los Diputados) en het hogerhuis, de Senado. In beide kamers zetelen vertegenwoordigers van het Spaanse volk. Ze worden tegelijkertijd verkozen tijdens de nationale verkiezingen en dit voor een mandaat van vier jaar. 
Als hoogste vertegenwoordiging van het Spaanse volk zijn zij de uiteindelijke verantwoordelijke voor essentiële aspecten van de nationale soevereiniteit: grondwettelijk zijn zij onder andere verantwoordelijk voor het maken en wijzigen wetten, het goedkeuren van de nationale begroting en het controleren van de regering. De Cortes en haar leden zijn onschendbaar, behalve voor het constitutioneel hof en (op bepaalde vlakken) voor de regering.
Spanje is een sterk gedecentraliseerd land. Aan de parlementen van de verschillende autonome gemeenschappen zijn veel bevoegdheden overgedragen. 
In het Congreso de los Diputados zetelen afgevaardigden die met evenredige vertegenwoordiging worden verkozen. In de Senado wordt slechts een deel van de afgevaardigden zo verkozen, het grootste deel van de zetels wordt verdeeld op basis van een herberekening van de regionale verkiezingsuitslagen, waarbij de verschillende autonome gemeenschappen, provincies en andere territoriale eenheden een bepaald zetelaantal krijgen. Door de berekeningsformule van deze verdeling wordt de senaat door een wisselend aantal vertegenwoordigers bezet, terwijl voor het congres altijd hetzelfde aantal zetels verdeeld wordt (350).
De Cortes  zijn een historisch gegeven in Spanje: ze stonden de koningen van Spanje al bij in de middeleeuwen. Het huidige parlement heeft zijn naam van deze raden geërfd.
In de Cortes wordt (sinds 2011 in de Spaanse Senaat en sinds 2023 in het Spaanse Congres) uit Catalaans, Valenciaans, Baskisch en Galicisch simultaan getolkt naar het Spaans.